# Albert Mays
Albert Mays (* 31. März 1818 in Heidelberg; † 7. Juli 1893 ebenda) war ein deutscher Kommunalpolitiker, Stadthistoriker und Kunstsammler.

## Leben
Albert Mays war von Beruf Rechtsanwalt. In dieser Funktion vertrat er im Jahr 1879 die Stadt Heidelberg bei dem von ihm selbst angeregten und betriebenen Ankauf der von Charles de Graimberg zusammengetragenen Kunst- und Altertümersammlung zur Geschichte Heidelbergs und der Pfalz. Diese Sammlung, aus der später das Kurpfälzische Museum hervorging, betreute Albert Mays in der Folgezeit als ehrenamtlicher Direktor und gab 1881 einen ersten Katalog der frisch erworbenen Sammlung heraus. 1892 erschien der Katalog in dritter, verbesserter und erweiterter Auflage. Daneben erwarb Albert Mays privat eine umfangreiche Sammlung von Kunstgegenständen und anderen Objekten zur Geschichte Heidelbergs, die er nach seinem Tod der Stadt Heidelberg vermachte.

## Politisches Engagement
Von 1871 bis 1889 war Albert Mays Abgeordneter des badischen Landtages. Bis 1881 war er zudem in Heidelberg Stadtrat. Nach Niederlegung dieses Amtes wurde er zum Stadtverordneten gewählt. Den Anwaltsberuf gab er 1880 auf.

## Tätigkeit als Laienhistoriker
Albert Mays machte sich auch als Laienhistoriker einen Namen. Er verfasste mehrere Werke zur Heidelberger Stadtgeschichte, etwa über Grabdenkmäler sowie über Neckarbrücken und -fähren. Er war Mitbegründer des Neuen Archivs für die Geschichte Heidelbergs und der rheinischen Pfalz. In dieser Eigenschaft veröffentlichte er mehrere Einwohnerverzeichnisse Heidelbergs aus vergangenen Epochen. Im Jahr 1886 gab er zur Fünfhundertjahrfeier der Universität Heidelberg das Buch Heidelberg gefeiert von Dichtern und Denkern heraus, eine Sammlung von literarischen, insbesondere lyrischen Zeugnissen über Heidelberg vom Mittelalter bis zur Gegenwart. 1876 wurde Albert Mays zum Leiter der Historischen Commission für die Geschichte der Stadt Heidelberg berufen. 

## Grabstelle
Albert Mays und seine Gemahlin Julie Mays, geb. Mays, wurden auf dem Heidelberger Bergfriedhof beigesetzt. 
Die Grabstätte war in späteren Jahrzehnten aufgelassen worden. Der Grabstein überdauerte die Zeit jedoch unversehrt; und im Jahre 1992 konnte die im Geiste der Romantik mit einem Relief  ineinander gelegter Hände geschmückte Marmortafel (ein im 19. Jahrhundert häufig verwendetes Motiv des Sinnbildes der innigen Verbundenheit der Ehepartner) wieder über der ursprünglichen Grablage errichtet werden.

## Ehrungen
1891 wurde Albert Mays die Ehrenbürgerwürde der Stadt Heidelberg verliehen.  Im Heidelberger Stadtteil Weststadt, einem prominenten Jugendstil-Ensemble, wurde eine Straße nach dem bedeutenden Förderer der Heidelberger Kunstsammlungen und dem geistigen Vater des Kurpfälzischen Museums in Albert-Mays-Straße benannt.